# Mason City (Iowa)
Mason City település az Amerikai Egyesült Államok Iowa államában, Cerro Gordo megyében, melynek megyeszékhelye is. Lakosainak száma 27 338 fő (2020. április 1.).

## Népesség
A település népességének változása:

| 2010 | 28 079 |
| 2020 | 27 338 |